# قناة المرارة
قناة المرارة أو قناة مرارية أو قناة كيسية (بالإنجليزية: Cystic duct)‏ هي قناة قصيرة ترتبط فيها المرارة بالقناة الصفراوية المشتركة. تقع عادة بالقرب من الشريان المراري. طوله متغير. تحتوي على صمامات هايستر اللولبية، لا توفر مقاومة كبيرة لتدفق الصفراء.

## صور توضيحية

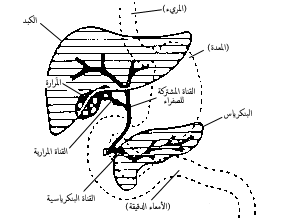
رسم توضيحي للجهاز الهضمي يوضح قناة المرارة
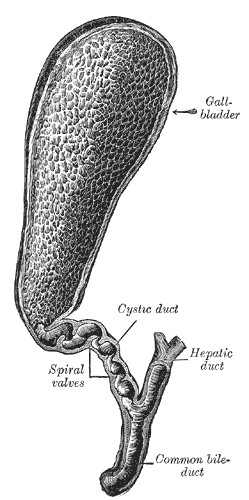
المرارة والقناة الصفراوية.
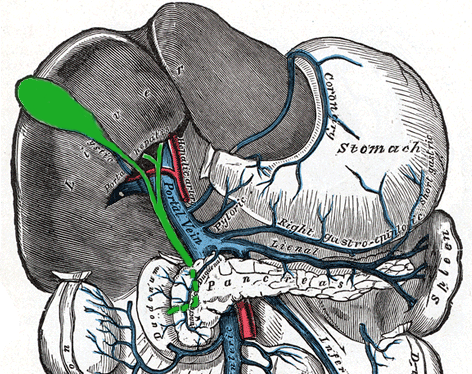
الوريد البابي وروافده.